# Den Jyske Sparekasse
Den Jyske Sparekasse A/S blev grundlagt som garantsparekasse i 1872 under navnet Grindsted-Grene og Omegns Laane- og Sparekasse. Sparekassen havde 19 filialer i Jylland – med Farsø som den nordligste og Tinglev som den sydligste. I januar 2021 fusionerede Den Jyske Sparekasse med Vestjysk Bank med sidstnævnte som fortsættende navn på den fusionerede bank.
Hovedkontoret lå i Grindsted, og sparekassen havde ca. 360 medarbejdere og ca. 100.000 kunder. Den Jyske Sparekasse havde gennem årene fusioneret med og opkøbt andre sparekasser – med Den Jyske Sparekasse som det fortsættende pengeinstitut.
- 1989: Fusion med Bording Sparekasse. Navnet blev i den forbindelse ændret til Den Jyske Sparekasse
- 2007: Fusion med Jelling Sparekasse
- 2009: Fusion med Sparekassen Løgumkloster
- 2012: Fusion med Sparekassen Farsø pr. 15. marts
- 2012: Køb af den nødlidende Spar Salling pr. 11. maj
- 2012: Fusion med Sparekassen i Skals pr. 31. december
- 2021: Fusion med Vestjysk Bank i Lemvig januar 2021 med VB som fortsættende pengeinstitut

Den 25. juni 2018 blev Den Jyske Sparekasse omdannet til aktieselskab, og de daværende garanter blev aktionærer i sparekassen. Den 22. november 2018 blev Den Jyske Sparekasse børsnoteret på Nasdaq Copenhagen.
Den Jyske Sparekasse var "et pengeinstitut, der altid har lagt vægt på at være lokalt engageret i de markedsområder, hvor kunderne bor. Således yder sparekassen støtte til mange lokale idrætsforeninger, arrangementer og kulturelle initiativer."

## Ekstern henvisning
- Officielt hjemmeside Arkiveret 10. december 2011 hos  Wayback Machine